# .lu
.lu је највиши Интернет домен државних кодова (ccTLD) за Луксембург.